# John Calvert
Madren Elbern "John" Calvert (New Trenton, 5 de agosto de 1911-Lancaster, 27 de septiembre de 2013) fue un mago estadounidense que actuó en los escenarios (incluyendo Broadway) durante ocho décadas, tanto en Estados Unidos como en el resto del mundo. También fue actor de cine que apareció en numerosas películas y fue el tema de un documental biográfico titulado John Calvert – His Magic and Adventures. La Sociedad de Magos Jóvenes de la Asamblea 29 de la zona de Boston fue nombrada únicamente después como John Calvert hasta 2012, cuando se añadió también al nombre David Oliver.

## Biografía
Calvert nació en New Trenton, Indiana, y se sintió fascinado con la magia a los ocho años, cuando su padre le llevó a ver al mago Howard Thurston actuar en Cincinnati. Poco después representó su primer truco en el colegio para la clase del domingo -hizo aparecer un huevo bajo el abrigo de otro chico-. Hizo su gira de debut a los 18 años, actuando en ciudades secundarias de Kentucky. Su compañía consistía en un asistente y Gyp, the Wonder Dog.
Durante la Gran Depresión y en los años cuarenta incrementó el tamaño de su show y obtuvo notoriedad actuando como especialista en publicidad. Desde los años cuarenta hasta finales de los años cincuenta actuó en cerca de 40 películas, incluyendo el papel protagonista en tres de ellas en las cuales representó a un detective conocido como "The Falcon". También hizo de sí mismo en una película malaya de 1960, Mat Magic.
Calvert continuó haciendo magia durante su etapa en Hollywood. A mediados de los años cuarenta transportaba el equipamiento para su show y el personal en un Douglas DC-3 y años más tarde en yates. Su biógrafo, William V. Rauscher, ha llamado a Calvert el "Indiana Jones de la vida real" a causa de su reputación para sobrevivir en circunstancias peligrosas durante sus viajes. Fue invitado a actuar en Broadway, Nueva York, y en el London Palladium de Londres por su centésimo cumpleaños.

## Vida personal
Calvert se casó con su mujer y asistenta, Tammy, en 1982. Falleció el 27 de septiembre de 2013 a los 102 años.